# Umm-Salal Sports Club
El Umm-Salal Sports Club (en árabe: نادي ام صلال الرياضي) es un club de fútbol de la ciudad de Umm Salal (Catar). Fue fundado en 1979 y juega en la Qatar Stars League.

## Historia
El equipo fue fundado en 1979. Ascendió a la Liga de Catar en la temporada 2006-07. Consiguió ganar la Copa Emir de Catar en 2008, clasificándose para disputar la Liga de Campeones de la AFC 2009.

## Uniforme
- Uniforme titular: Camiseta, pantalón y medias naranjas.
- Uniforme alternativo: Camiseta, pantalón y medias blancas.

## Estadio
El Umm-Salal juega en el Estadio Thani bin Jassim.

## Palmarés
- 1 Copa Emir de Catar (2008)